# Metura capucina
Metura capucina är en fjärilsart som beskrevs av Hans Daniel Johan Wallengren. Metura capucina ingår i släktet Metura och familjen säckspinnare. Inga underarter finns listade i Catalogue of Life.